# Coppa di Svizzera 1980 (hockey su pista)
La Coppa di Svizzera 1980 è stata la 23ª edizione della principale coppa nazionale svizzera di hockey su pista. Il torneo ha avuto inizio il 19 aprile e si è concluso il 1º novembre 1980. Il trofeo è stato conquistato dal Montreux per la tredicesima volta nella sua storia.

## Risultati

### Quarti di finale
| Squadra 1      | Risultato | Squadra 2   |
| -------------- | --------- | ----------- |
| 19 aprile 1980 |           |             |
| Basilea        | 1 - 8     | Vevey       |
| Étoile Carouge | 2 - 12    | Montreux    |
| Pully          | 5 - 10    | Ginevra     |
| RC Zurigo      | 3 - 7     | Thunerstern |

### Semifinali
| Squadra 1         | Risultato | Squadra 2 |
| ----------------- | --------- | --------- |
| 20 settembre 1980 |           |           |
| Montreux          | 16 - 0    | Ginevra   |
| Thunerstern       | 2 - 3     | Vevey     |

### Finale
| Squadra 1        | Risultato | Squadra 2 |
| ---------------- | --------- | --------- |
| 1º novembre 1980 |           |           |
| Montreux         | 8 - 7     | Vevey     |

## Campioni
| Vincitore Coppa di Svizzera 1980 |
| -------------------------------- |
| Montreux 13º titolo              |